# Desa Triwarno (administrativ by i Indonesien, lat -7,70, long 109,77)
Desa Triwarno är en administrativ by i Indonesien.   Den ligger i provinsen Jawa Tengah, i den västra delen av landet, 400 km sydost om huvudstaden Jakarta.